# Hayfordův elipsoid
Hayfordův elipsoid je referenční elipsoid Země vytvořený v roce 1910 Johnem Fillmorem Hayfordem. V roce 1924 byl zvolen mezinárodním elipsoidem. O tento status byl připraven roku 1967, kdy byl novým mezinárodním elipsoidem zvolen Lucernův elipsoid.
Hayfordův elipsoid je definován velkou poloosou a = 6 378 388 m a zploštěním f = 1 / 297. Vyprojektován byl především pro Severní Ameriku, protože Besselův elipsoid byl určen především pro Evropu vykazoval moc velké odchylky. 